# 찰리 하스
찰리 하스(Charlie Hass, 1972년 3월 27일 ~ )는 본명은 찰스 도일 하스 2세 (Charles Doyle Haas II)다. 미국의 남자 프로레슬링선수다. 1996년 프로레슬링 입문으로 밝혀진다. 피니쉬는 다이빙 크로스바디, 익스플로이더 수플렉스, 하스 오브 페인, 하스타일 테이크오버/하스티빌레이션(스쿱 인버티드 디디티), 하스크래커(클로버리프 캐터펄트 백브레이커), 케이에이에스 슬램(올림픽 슬램), 오버헤드 저먼 수플렉스, 리버스 클로버리프로 사용을 한다.

## Professional wrestling highlights
- Finishing moves
  - Diving crossbody - 2004
  - Exploder supelx - 2003
  - Haas of pain - 2002
  - Haastile Takeover / Haastruction (Scoop inverted DDT) - 2006
  - Hssacracker (Cloverleaf catapult backbreaker) - 2007
  - KAS Slam (Olympic slam) - 1996-2002, 2005, 2012-present
  - Overhead german suplex - 2004
  - Reverse cloverleaf
- Signature moves
  - Bridging hammerlock
  - Diving double axe handle
  - Diving elbow drop
  - Diving moonsault
  - Multiples arm drag
  - Multiples kick variations
    - Jumping shot
    - Running big boot
    - Somersault drop

  - Multiples suplex variations
    - Double underhook
    - Northeen lights
    - Overhead belly to back
    - Snap
    - Vertical

  - Running clothesline
  - Spinning inverted atomic drop
- Managers
  - Jackie Gayda
  - Kurt Angle
  - Paul Heyman
- Entrance themes
  - "Medal" by Jim Johnston (WWE; used as a member of Team Angle)
  - "Heroes" by Jim Johnston (WWE; used as a member of The World's Greatest Tag Team)
  - "You Look So Good to Me" by Jim Johnston (WWE; 2004; used together with Rico)
  - ""Pay the Price" by Eric & The Hostiles (WWE / Independent circuit)
  - "TNT" of AC / DC (ROH; used together with Shelton Benjamin)

## 경력
그가 2002년 12월 26일 WWE 스맥다운에서 등장을 하면서 팀 앵글이라는 악역으로 등장을 한다. 그 당시 앵글이 리더고 벤자민이하고 같이 부하였다는 증거다. 그러나 2004년 리코가 드래프트를 건너와서는 태그팀으로 활동을 하다가 2005년 6월 10일 미스 재키라는 결혼을 하다가 그런데... 2005년 7월 8일 끝내 WWE로 떠나고 말았다가. 2006년 4월 17일 WWE의 복귀하게 된다. 그러나 2006년 ~ 2007년까지는 벤자민이랑 같이 태그팀이라는 붙어다니다가 그리고는 2008년 초에서는 가면을 쓰고 다니다가 그리고 나머지는 여러 가지 WWE 패러디 복장을 했다. 첫번째는 찰리토 두번째는 존 시나스 세번째는 찰리 하스 레이필드 네번째는 JH 짐하스 다섯번째는 DVD라는 활동을 하고 게다가 여섯번째는 그레이트 찰리 일곱번째는 하스 호건 여덟번째는 스티브 하스틴에다가 아홉번째는 글래머하스로 활동을 하다가 열번째는 브렛 하스 열한번째는 MVC에다가 열두번째 2018년 12월 14일 WWE 아마겟돈 2008 산타클라스 라는 이벤트로 참가하고 열세번째는 마지막은 슈퍼 하스로 활동을 하는 아주 기가막히는 개그도 활동을 한적도 있었다. 그리고 2009년 5월 ~ 6월까지는 벤자민하고 활동을 하다가 끝내 2009년 9월 11일 새로운 경기복으로 활동을 하다가 2010년 2월 28일 결국은 WWE의 떠나고 말았다. 그러나 현재는 인디단체로 활동을 하고 있다.

## 신체 사항
- 키:188cm(6 ft 2 in)
- 몸무게:113kg(249 lb)

## 수상
- 내추럴 헤비웨이트 챔피언 (1회)
- CZW 월드 태그팀 챔피언 (1회) - 러스 하스
- ECWA 태그팀 챔피언 (1회) - 러스 하스
- ECWA 헬 오브 페임 (2004)
- FWE 헤비웨이트 챔피언 (1회)
- HWA 헤비웨이트 챔피언 (1회)
- IHWE 캘리포니아 웨스트 코스트 헤비웨이트 챔피언 (1회)
- IHWE DFW 챔피언 (2회)
- IHWE 헤비웨이트 챔피언 (1회)
- IHWE 트리플 크라운 챔피언 (1회)
- JAPW 뉴 져지 스테이츠 챔피언 (1회)
- JAPW 태그팀 챔피언 (2회) - 러스 하스
- JAPW 헬 오브 페임 (2007)
- MCW 서든 태그팀 챔피언 (3회) - 러스 하스
- NWA BOW 헤비웨이트 챔피언 (1회)
- NWA 텍사소마 헤비웨이트 챔피언 (1회)
- NWA 텍사소마 태그팀 챔피언 (1회) - 데인 그리핀
- 대니 데이비스 인비테이셔널 태그팀 토너먼트 (2015) - 쉘턴 벤자민
- OSW 월드 헤비웨이트 챔피언 (1회)
- 러스 하스 메모리얼 태그팀 토너먼트 (2002) - 노바
- PWI 태그팀 오브 더 이열 (2003) - 쉘턴 벤자민
- PWI 랭크드 힘 #25 오브 더 탑 500 싱글즈 레슬링 인 더 PWI 500 인 2003
- ROH 월드 태그팀 챔피언 (2회) - 쉘턴 벤자민
- 데니스 스탬프 태그팀 히어로스 컵 (2017) - 피닉스
- TOP 헤비웨이트 챔피언 (1회)
- WWE 태그팀 챔피언 (구 버전) (3회) - 쉘턴 벤자민 (2회), 리코 (1회)
- 슬래미 어워즈 (1회)
  - 베스트 임퍼스네이션 (2008) - 글래머하스
- 매치 오브 더 이열 (2011) - 로우 키
- 레슬포스 월드 헤비웨이트 챔피언 (1회)